# 衛輝路
卫辉路，元朝时设置的路。
北周宣政元年（576年）设置卫州。唐朝时，治所从朝歌（今河南省淇县）迁到汲县，金朝一度在共城（今河南省辉县市）、胙城。元朝中统元年（1260年），改卫州为卫辉路，治汲县（今河南省卫辉市）。辖境相当今河南省新乡市、卫辉市、获嘉县、辉县市和延津县北部等地区。至元年间又有淇县。下辖汲县、淇州、辉州、获嘉县、新乡县、胙城县等州县。明朝洪武元年（1368年）改为卫辉府。1913年废除卫辉府。